# Aurora (Kansas)
Aurora és una població dels Estats Units a l'estat de Kansas. Segons el cens del 2000 tenia 79 habitants.

## Demografia
Segons el cens del 2000, Aurora tenia 79 habitants, 33 habitatges, i 23 famílies. La densitat de població era de 305 habitants per km².
Dels 33 habitatges en un 30,3% hi vivien nens de menys de 18 anys, en un 63,6% hi vivien parelles casades, en un 3% dones solteres, i en un 27,3% no eren unitats familiars. En el 27,3% dels habitatges hi vivien persones soles el 3% de les quals corresponia a persones de 65 anys o més que vivien soles. El nombre mitjà de persones vivint en cada habitatge era de 2,39 i el nombre mitjà de persones que vivien en cada família era de 2,79.
Per edats la població es repartia de la següent manera: un 27,8% tenia menys de 18 anys, un 8,9% entre 18 i 24, un 29,1% entre 25 i 44, un 15,2% de 45 a 60 i un 19% 65 anys o més.
L'edat mediana era de 38 anys. Per cada 100 dones de 18 o més anys hi havia 119,2 homes.
La renda mediana per habitatge era de 29.583 $ i la renda mediana per família de 51.667 $. Els homes tenien una renda mediana de 28.125 $ mentre que les dones 16.250 $. La renda per capita de la població era de 24.213 $. Cap de les famílies i el 9% de la població estaven per davall del llindar de pobresa.

## Poblacions més properes
El següent diagrama mostra les poblacions més properes.